# Shamima Aktar
Shamima Aktar, tidigare Mitu, född 1986, är en journalist och bloggare från Bangladesh som 2015 flydde till Sverige.

## Arbete
I Bangladesh skrev Aktar för The Daily Samakal, en ledande bengalisk dagstidning, samt kvinnorättsbloggen Women Chapter. Hennes texter handlade om kvinnors rättigheter och vänder sig emot religiös fundamentalism. Hon har också arbetat för homosexuellas rättigheter samt protesterat mot barnäktenskap och sexuella trakasserier av kvinnor på offentliga platser.
Hennes verksamhet möttes av dödshot och hot om våldtäkt från islamistiska extremister och ledde till att hon blev tvungen att lämna Bangladesh och fly till Sverige.

### Pris
Aktar tilldelades 2017 års Ingemar Hedenius-pris med följande motivering:
”De senaste åren har flera humanister från Bangladesh flytt till Sverige, undan våld och hot från islamistiska extremister. Dessa personer är aktivister för vetenskapligt tänkande, yttrandefrihet, mänskliga rättigheter; speciellt kvinnor, minoriteters och sekuläras frihet; i korthet har de kämpat för sekulär humanism.
Shamima Aktar har handgripligen arbetat för kvinnors och andras rättigheter, som skribent och aktivist i Bangladesh. Detta har hon fortsatt med sedan hon kommit till Sverige, bland annat genom att aktivera nyanlända kvinnor i basketträning. På detta sätt har kvinnorna på ett sunt och glädjerikt sätt fått hjälp att påbörja sin integration.
För sin kamp för kvinnors rättigheter, integrationsarbete samt som representant för sekulära bloggare som sökt fristad i Sverige tilldelas Shamima Aktar 2017 års Hedeniuspris.”

## Utmärkelser
- 2017 - Gotlands integrationspris, med motiveringen ”Shamima är journalist och från Bangladesh. Hon driver projektet World Wide Ladies, ett projekt som lockar fler kvinnor till idrotten på Gotland. Hon föreläser också om sin resa från Bangladesh, vikten av kvinnors rättigheter och hur basket kan vara så mycket mer – genom basketträningen får deltagarna ökad självkänsla” [4]
- 2017 - Ingemar Hedenius-priset[3]